# Mineur

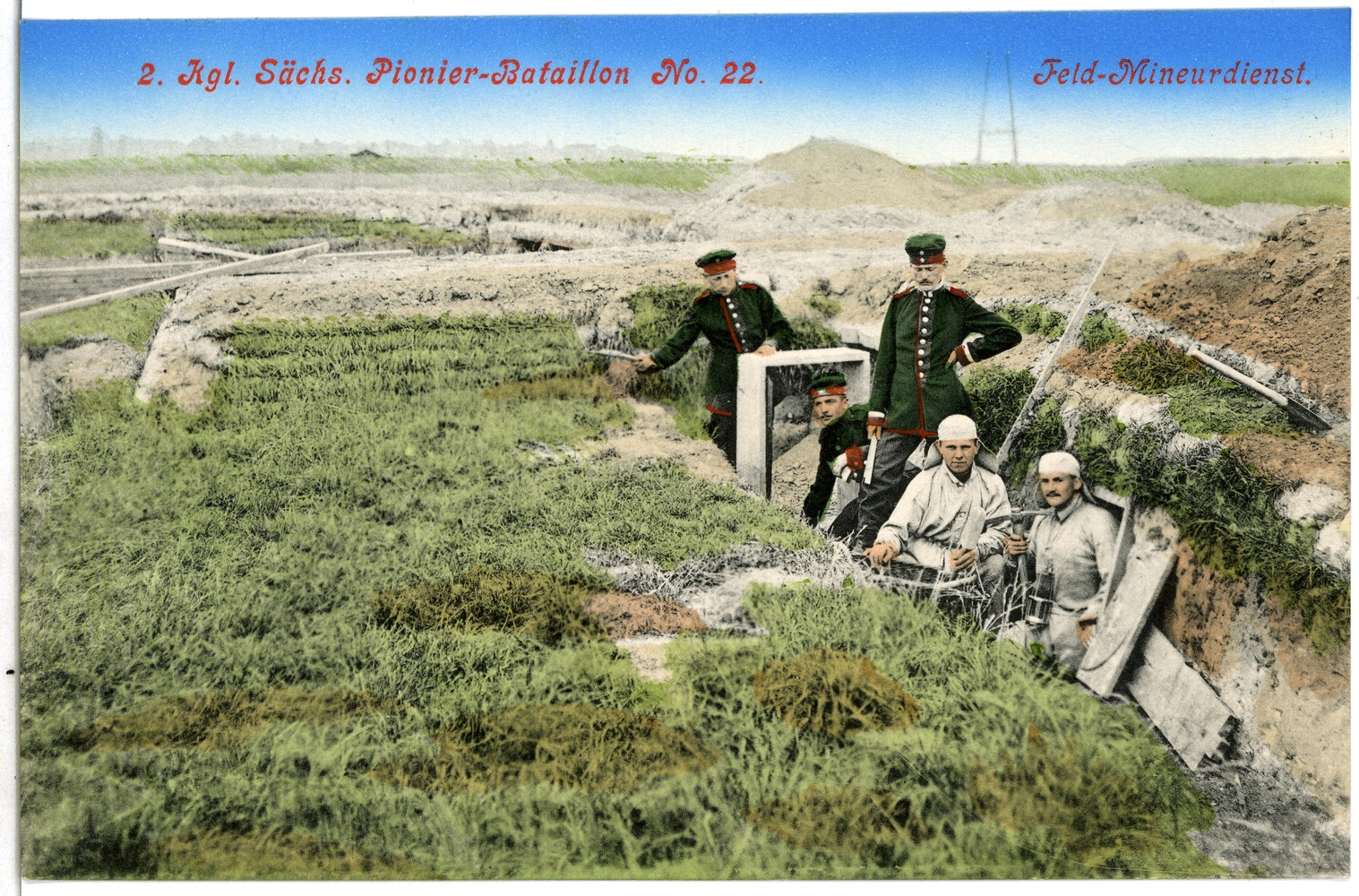
2. Königlich Sächsisches Pionier-Bataillon Nr. 22 – Feld-Mineurdienst

Ein Mineur ist ein Arbeiter im Tunnelbau und (vor allem in Österreich und der Schweiz) auch im Bergbau.
Vormals war ein Mineur auch ein Pioniersoldat, der die Aufgabe hatte, unter den Mauern der belagerten Festung eine Mine anzulegen, um mittels einer großen Sprengladung die Festungsmauern zum Einsturz zu bringen oder unbemerkt einen Zugang für einen möglichen Überraschungsangriff zu ermöglichen. Sowohl in vormodernen wie in modernen Armeen wurden in Kriegszeiten besonders Bergleute als Mineure rekrutiert. Contre-Mineure versuchten durch gezieltes Entgegenarbeiten, den Angriff der Mineure abzuwehren und deren Mine zum Einsturz zu bringen.

## Etymologie
Laut Duden ist die Herkunft französisch: mineur, zu: mine = Bergwerk.
Das mittelhochdeutsche Wort „durchvarære“ beschreibt das Anlegen eines Durchbruchs durch Mineure.

## Militärische Bedeutung
Der Mineur hatte bei Belagerung die Aufgabe, unter den Mauern der belagerten Festung hindurch einen Stollen zu graben, um so unbemerkt einen Zugang für einen möglichen Überraschungsangriff zu schaffen. Eine weitere Vorgehensweise war das Unterminieren. Dabei grub der Mineur den Stollen bis zum Fundament eines Befestigungswerkes, legte dort ein Feuer, das die Abstützung des Stollens zerstörte, und brachte das Werk auf diese Weise zum Einstürzen. Mit dem Aufkommen des Schießpulvers wurde das Unterminieren noch wirksamer. Der Mineur fiel, wie der Sappeur, unter den Sammelbegriff Pionier.
Ihre Bedeutung wuchs mit dem Ausbau von Stadtbefestigungen. Mineure führten die Arbeit der Artilleristen im Untergrund fort. In der osmanischen Armee galten sie nach der Artillerie als miltiärtechnisches Rückgrat.
Bei der Eroberung Konstantinopels oblag serbischen Mineuren die unterirdische Sprengung der Mauern.
1648 belagerte das osmanische Heer Bagdad. Nach 40 Tagen Beschuss und unterirdischen Sprengungen gelang den Truppen die Erstürmung der Stadt.
Osmanische Truppen belagerten Candia (heute Iraklio) von 1648 bis 1669. Es gab ein jahreslanges, bis zum Ersten Weltkrieg einzigartiges Ringen zwischen Mineuren von Angreifern und Verteidigern.
In der Zweiten Belagerung Wiens durch die Türken (1683)  hatte der Minenkrieg eine bedeutende Rolle. Die eingeschlossenen Truppen legten Erbsen auf Fassböden, um von feindlichen Mineuren verursachte Vibrationen sichtbar zu machen. Angreifer versuchten, die Verteidiger durch weitere Gänge über die Gegenwart ihrer Kameraden zu täuschen. Wegen der natürlichen Geräuschkulisse gestaltete sich die Suche nach den Mineuren sehr schwer. Ein Zufall führte schließlich zu ihrer Entdeckung. Im 18. Jahrhundert wurden die Mineure (bisher von einem Beg aus der einheimischen Bevölkerung aufgestellt) als Rumbaradschi (Mineure) eine eigene Truppengattung. In seinen Betrachtungen der beiden Russisch-Türkischen Kriegen 1829 und 1845 beschrieb Helmuth von Moltke unter anderem das Manöver türkischer Mineure gegen die russische Stadt. Er bewertete die Taktik rückblickend als überholt.
Im Stellungskrieg der Westfront des Ersten Weltkrieges versuchten Mineure der Alliierten, die befestigten Stellungen der Deutschen durch Sprengungen aufzubrechen, um Sturmangriffe vorzubereiten und so zum Bewegungskrieg übergehen zu können. Sie gruben Tunnel unter Frontstellungen des Gegners und füllten sie mit Tonnen von Sprengstoff. In der dritten Flandernschlacht von 1917 erreichte dieser Minenkrieg seinen Höhepunkt (siehe Minen in der Schlacht bei Messines). Die taktische Wirkung war gering, obwohl die von den Briten am 7. Juni 1917 gezündeten Explosionen der 3. und der 4. bayerischen Division bei der Schlacht bei Messines sehr schwere Verluste zufügten. Im Alpenkrieg zwischen Österreich-Ungarn und den italienischen Truppen spielten Mineure eine wichtige Rolle. Sie unterminierten in diesem jahrelangen Stellungskrieg zahlreiche Bergstellungen des Feindes.

## Homonyme
In spanischsprachigen Ländern werden die Bergleute als Mineros bezeichnet. Der englische Begriff Miner leitet ebenfalls von „Mine“ (von lat. minare, roman. menare führen, betreiben) ab.

## Trivia
Im Brettspiel Stratego haben Mineure entgegen der Realität die Aufgabe, gegnerische Landminen zu räumen.